# 聖胡安區 (卡斯特羅維雷納省)
聖胡安區（西班牙語：Distrito de San Juan），是秘魯的一個區，位於該國中南部萬卡韋利卡大區的卡斯特羅維雷納省，始建於1942年1月12日，面積207.25平方公里，海拔高度1,920米，2005年人口697，人口密度每平方公里3.4人。